# Stuart Morrow
Stuart Morrow est un guitariste britannique qui a fait partie du groupe rock New Model Army entre 1980 et 1985.